# Karczew
Karczew là một thị trấn thuộc huyện Otwocki, tỉnh Mazowieckie ở trung-đông Ba Lan. Thị trấn có diện tích 28 km². Đến ngày 1 tháng 1 năm 2011, dân số của thị trấn là 10271 người và mật độ 365 người/km².